# Корнієвська сільська рада
Корні́євська сільська рада (рос. Корнеевский сельский совет) — муніципальне утворення у складі Мелеузівського району Башкортостану, Росія. Адміністративний центр — село Корнієвка.

## Населення
Населення — 1658 осіб (2019, 2032 в 2010, 1831 в 2002).

## Склад
До складу поселення входять такі населені пункти:
| Населений пункт         | Населення, осіб (2002) | Населення, осіб (2010) |
| ----------------------- | ---------------------- | ---------------------- |
| Давлеткулово, присілок  | 144                    | 145                    |
| Даниловка, присілок     | 384                    | 420                    |
| Корнієвка, присілок     | 901                    | 1018                   |
| Нова Слободка, присілок | 3                      | 14                     |
| Покровка, присілок      | 112                    | 128                    |
| Ромадановка, присілок   | 6                      | 9                      |
| Сухаревка, присілок     | 227                    | 239                    |
| Тавлінка, присілок      | 0                      | 0                      |
| Тихоновка, присілок     | 54                     | 59                     |